# Lac Le Jeune (Québec)
Le lac Le Jeune est un plan d'eau douce située dans le canton Lejeune, dans la municipalité de Sainte-Thècle, dans municipalité régionale de comté (MRC) de Mékinac, dans la région administrative de la Mauricie, au Québec, au Canada.

## Géographie
Le lac Lejeune est situé dans le 2e rang S.-O. du Canton Lejeune, à Sainte-Thècle. Il est situé à 340 m d'altitude, soit tout près de la tête des eaux entre les bassins versants de la rivière Mékinac et de la rivière Mékinac du Nord. Ce dernier versant début avec le Troisième lac Champlain, situé à 302 m d'altitude, au sud-est du lac Lejeune.
Long de 3 km dans l'axe sud-ouest vers le nord-est, le lac Lejeune est de forme étroite. La partie nord-est du lac (longue de 750 m) forme un petit lac distinct à cause d'une presqu'île qui se détache de la rive sud-est. Dans le 1e rang S.-O., une montagne au sud-ouest du lac atteint 421 m. et une autre montagne au nord-est du lac atteint 417 m. Le lac Lejeune reçoit les eaux de la décharge (315 m de long) d'un petit lac situé à 366 m d'altitude dans les montagnes au nord-ouest.
Son embouchure, située au nord-est du lac, se déverse dans le Crique Bouchard, dont il est le lac de tête. Ce crique parcourt 0,8 km avant de se jeter dans le Lac à Bouchard (par le côté ouest du lac). Puis la rivière continue vers le nord pour aller se déverser dans le Lac Georges, puis le lac Thom (262 m d'altitude). Après avoir traversé ce dernier lac, le crique Bouchard se déverse par le nord-ouest du lac en dévalant la montagne du 1e rang, pour aboutir dans la plaine agricole (2e rang) de Saint-Joseph-de-Mékinac où le crique se déverse au milieu du village dans la rivière Mékinac. En somme, le crique Bouchard parcourt 2,0 km entre l'embouchure du lac Lejeune et l'embouchure du lac Thom. De là, il parcourt 5,5 km jusqu'à son embouchure dans la rivière Mékinac.

## Toponymie
Le canton Lejeune a été constitué en 1873. Il est situé dans la partie nord de Sainte-Thècle et au sud du village de Saint-Joseph-de-Mékinac. Le territoire du canton comporte quelques lacs qui évoquent le dévouement du missionnaire jésuite Paul Le Jeune en Nouvelle-France. Ces plans d'eau sont les lacs du Missionnaire, du Jésuite et Le Jeune. 
Paul Le Jeune est né de parents calvinistes à Châlons-sur-Marne, en Champagne. Paul Le Jeune (Vitry-le-François, France, 1591 - Paris, 1664) s'est converti au catholicisme à l'âge de 16 ans. En 1632, il a été nommé supérieur de la mission jésuite au Canada. En 1632, il est à Québec au moment où les Kirke viennent de quitter la ville.
Paul Lejeune a fait l'apprentissage de langues amérindiennes. Il rédigea une Relation annuelle, qui sera expédiée en France. Cette relation constitue l'une des sources essentielles de l'histoire du début de la Nouvelle-France. Il retourne en France en 1649. Il est alors nommé procureur de la mission du Canada. Proclamation : 1892.
Le toponyme "Lac Le Jeune" a été officialisé le 4 décembre 1982 à la Banque des noms de lieux de la Commission de toponymie du Québec.